# Skyforger
Skyforger es una banda de Folk Metal y Black Metal de Letonia formada en 1995 de los restos de la banda de doom metal Grindmaster Dead.
La mayoría de sus canciones tratan sobre dioses paganos y de guerra; también tocan canciones tradicionales de folclore letón adaptadas a metal. A pesar de que Skyforger es conocida por dicho estilo, en su demo Semigalls' Warchant se escucha mayormente como black metal. La banda también ha ejecutado y grabado un gran número de canciones de folclore, siendo su cuarto álbum Zobena Dziesma (Canción de la espada) totalmente de este tipo. El mismo fue lanzado en 2003. Los elementos de folklore pueden ser encontrados en todos sus álbumes. En diciembre de 2005, durante la presentación de su álbum más reciente entonces, Semigalls' Warchant (2005), la banda anunció que su álbum próximo sería una experimentación con thrash metal. Ellos más tarde señalaron que la historia letona todavía cuenta con bastantes historias por contar, queriendo decir que sus letras probablemente mantendrán su estilo folclore/pagano.
En 2010 Skyforger fue contratada por la discográfica estadounidense Metal Blade y lanzó un nuevo álbum de estudio titulado Kurbads.

## Controversia
Los miembros de Skyforger estuvieron implicados en un escándalo menor con uno de sus productores anteriores quien creyó que tenían afiliación con grupos neonazis. La razón para esto fue la cubierta de su álbum Thunderforge, el cual describe un dios pagano que golpea un yunque al tiempo que porta una hebilla que se asemeja a representaciones nazis alegóricas a la raza aria, así como la esvástica, o cruz de fuego (Ugunskrusts), incorporado en el logotipo de Skyforger. Algunos sitios web por lo tanto han catalogado a la banda como tal. La banda niega cualquiera de las acusaciones y no muestra tendencias de dicho tipo en sus letras. De hecho, los primeros dos discos de Skyforger tuvieron la leyenda «No hay material nazi aquí» escrita en los reversos.

## Miembros
Miembros actuales
- Pēteris "Peter" Kvetkovskis – voz, guitarra, instrumentos folclóricos letones (1995–presente)
- Edgars "Zirgs" Grabovskis – bajo, coros, instrumentos folclóricos letones (1995–presente)
- Alvis Bernāns – guitarra (2014–presente)
- Jānis Osis – batería, percusiones (2022–presente)

Músicos de sesión
- Edgars Zilberts – kokles (2017–presente)
- Geoffroy Dell’Aria – gaita, flautas, arpa de boca (2019–presente)

Miembros anteriores
- Imants Vovers – Batería, coros (1995–1998)
- Rihards Skudrītis – Guitarra, coros(1996–2000, 2001–2004, 2006–2008)
- Kaspars Bārbals – instrumentos folclóricos letones, coros (2004–2012)
- Mārtiņš Pētersons – guitarra, coros (2000–2001, 2008–2010)
- Ģirts "Motores" Kļaviņš – guitarra, coros (2004–2006)
- Egons Kronbergs – Guitarra (2010–2013)
- Edgars "Mazais" Krūmiņš – batería, percusiones (1998–2015)
- Artūrs Jurjāns – batería, percusiones (2015-2021)

## Discografía

### Demos
| Año  | Título              | Discográfica  |
| 1997 | Semigalls' Warchant | Independiente |

### Álbumes de estudio
| Año  | Título                                                                                              | Discográfica         |
| 1998 | Kauja pie Saules (Batalla del Saule)                                                                | Mascot Records       |
| 2000 | Latviešu Strēlnieki (Letón Riflemen)                                                                | Mascot Records       |
| 2003 | Pērkoņkalve (Forja del Trueno)                                                                      | Folter Records       |
| 2003 | Zobena Dziesma (Canción de la espada) (el álbum contiene solo folclore letón y canciones de guerra) | Independiente        |
| 2005 | Semigalls' Warchant (reedición del 1997 demo con cuatro canciones nuevas adicionales)               | Folter Records       |
| 2010 | Kurbads                                                                                             | Metal Blade Records  |
| 2015 | Senprūsija (Vieja Prussia)                                                                          | Thunderforge Records |
| 2025 | Teikas (Cuentos populares)                                                                          | Thunderforge Records |